# Mo i Rana (stacja kolejowa)
Mo i Rana – stacja kolejowa w Mo i Rana, w regionie Nordland, w Norwegii. Stacja została otwarta w dniu 20 marca 1942, kiedy linię kolejową doprowadzono do Mo i Rana. Położona jest 29,3 km od stacji Bjerka i wznosi się 3,5 m nad poziomem morza. Obecny budynek stacji został wybudowany w dniu 22 września 1990.

## Ruch dalekobieżny
Leży na linii Nordlandsbanen. Obsługuje północną i środkową część kraju. Stacja przyjmuje sześć par połączeń dziennie do Mosjøen a trzy jadą dalej do Trondheim.

## Obsługa pasażerów
Poczekalnia, kasa biletowa, parking na 150 miejsc, parking rowerowy, kawiarnia, ułatwienia dla niepełnosprawnych, schowki bagażowe, kawiarnia, pokój obsługi niemowląt, przystanek autobusowy, postój taksówek.